# Naučná stezka Šilheřovice
Naučná stezka Šilheřovice, nazývaná také naučná stezka obce Šilheřovice, je okružní naučná stezka na území vesnice Šilheřovice v okrese Opava v Horním Slezsku. Geograficky se nachází u v pohoří Opavská pahorkatina v Moravskoslezském kraji nedaleko česko-polské státní hranice. Prochází také územím přírodní památky Šilheřovice a kolem přírodní rezervace Černý les I. a Černý les II.

## Historie a popis
Naučná stezka Šilheřovice má délku 10,5 km a byla postavena pravděpodobně v roce 2014 v rámci česko-polského projektu. Nejprve měla stezka 6 zastavení:
1. Šilheřovice – výchozí místo
2. Pěchotní srub Černý les – pozůstatek československého opevnění z období před druhou světovou válkou
3. Pěchotní srub U pískovny – další objekt československého opevnění z období před druhou světovou válkou
4. Přírodní památka Šilheřovice – zámecký park u zámku Šilheřovice
5. Zámecký park Šilheřovice – přírodní památka v Šilheřovicích
6. Bunkry československého opevnění – další pozůstatky opevnění z období před druhou světovou válkou

Později přibyly další zastavení, kterých je asi celkem 15.

## Další informace
Stezka je celoročně volně přístupná.

## Galerie

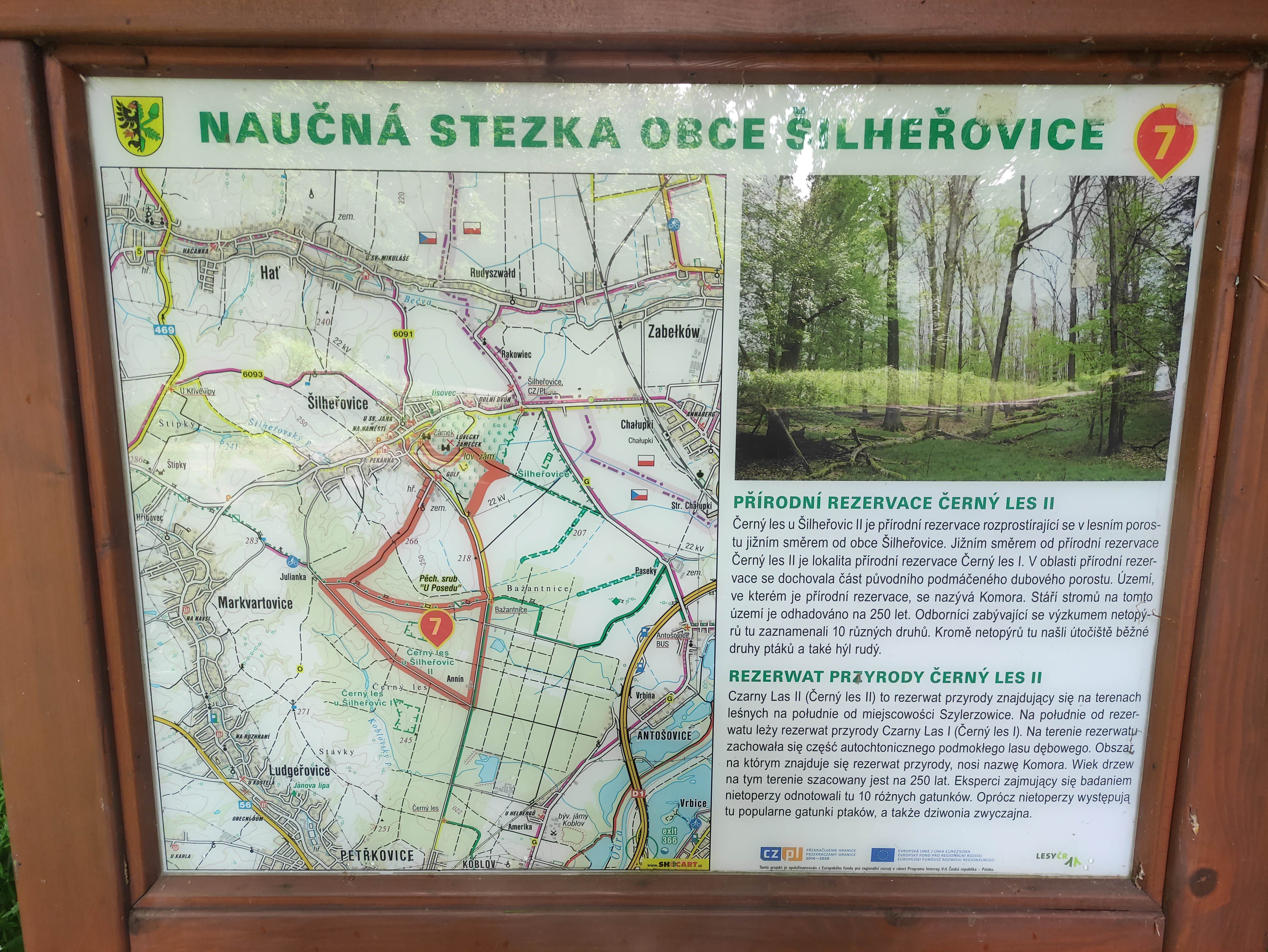
7. zastavení
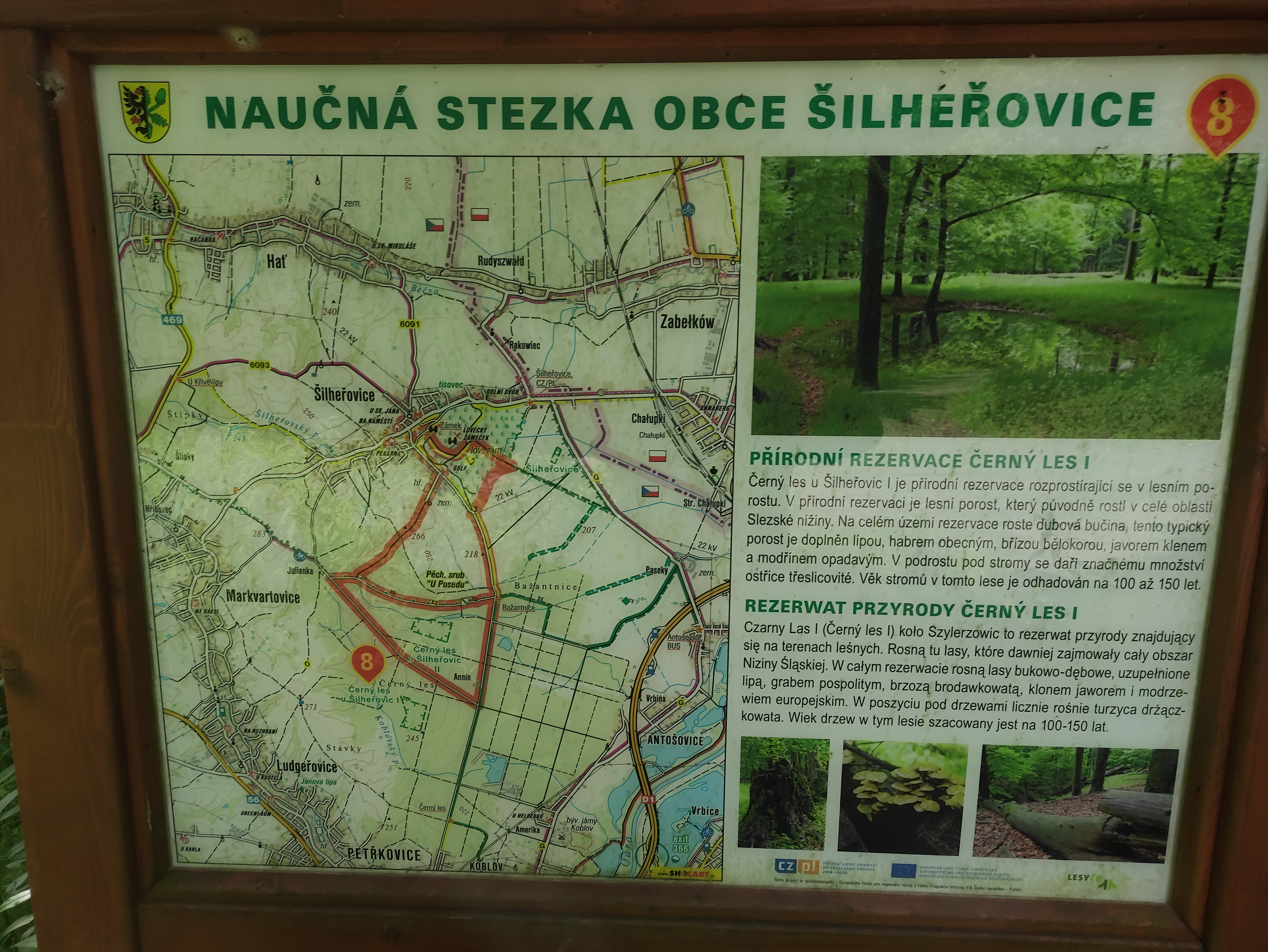
8. zastavení
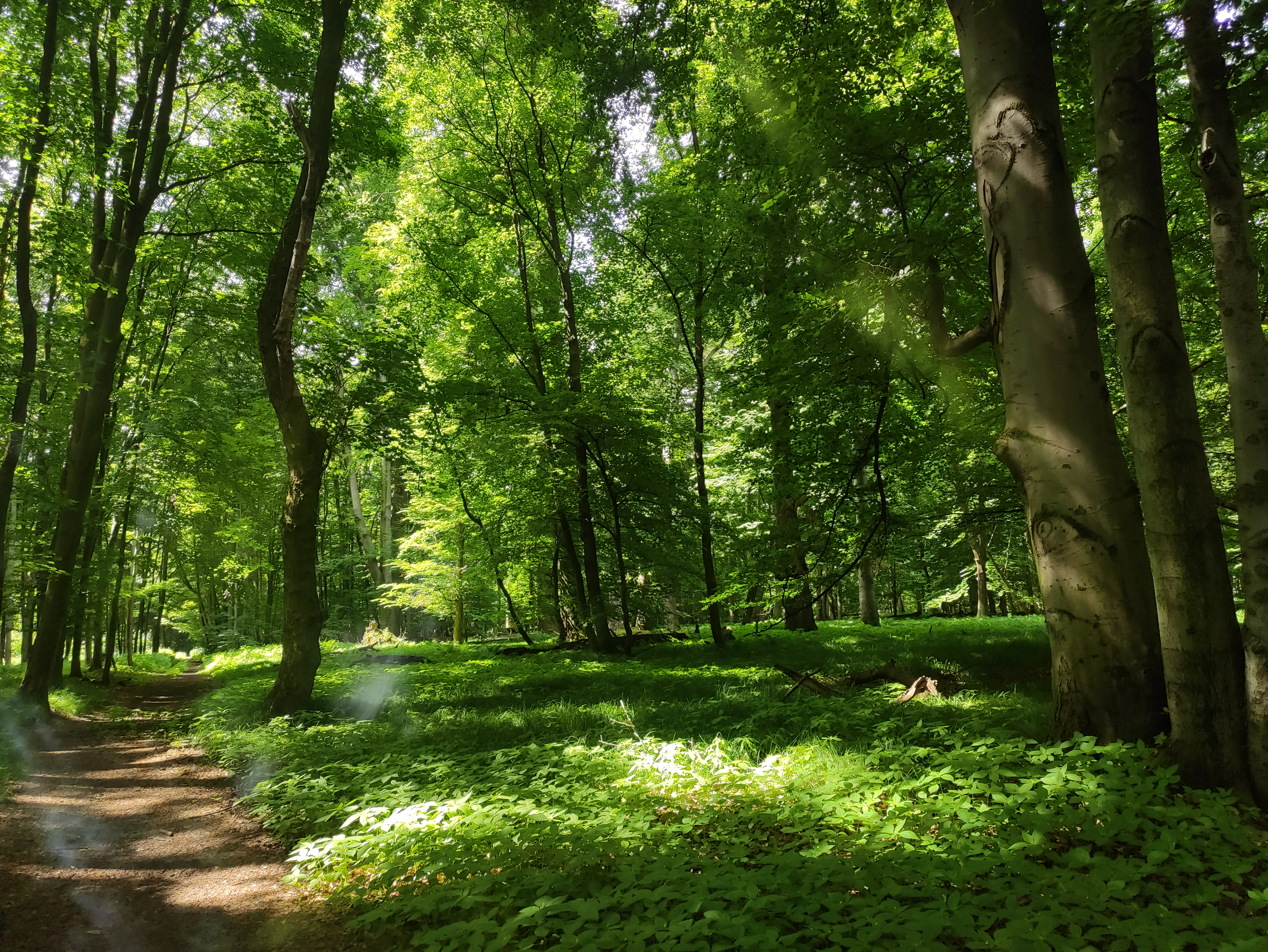
Přírodní rezervace Černý les u Šilhéřovic II